# Са ђаволом све време (филм)
Са ђаволом све време (енгл. The Devil All the Time) амерички је психолошки трилер филм из 2020. године, редитеља Антонија Кампоса, по сценарију који је написао са својим братом, Паулом Кампосем. Темељи се на истоименом роману Доналда Реја Полока, који служи и као наратор филма. Улоге играју Том Холанд, Бил Скарсгорд, Рајли Кио, Џејсон Кларк, Себастијан Стен, Хејли Бенет, Хари Мелинг, Елајза Сканлен, Мија Вашиковска и Роберт Патинсон, чије се приче ликова преплићу.
Филм је објављен 11. септембра 2020. у одабраним биоскопима, а 16. септембра 2020. године на Netflix-у. Добио је помешане критике критичара, који су похвалили наступе Холанда и Патинсона, али су критиковали мрачни тон.

## Радња
Током Другог светског рата, док је служио на Соломоновим Острвима, амерички маринац, Вилард Расел, проналази топничког наредника, Милера Џоунса, којег су јапански војници одрали и разапели. Вилард завршава Џоунсову агонију пуцајући му иза уха. Након рата, на путу кући у Коал Крик, Вилард пролази кроз Мид, где упознаје Шарлот, конобарицу у ресторану, и фотографа по имену Карл Хендерсон. Вилард и Шарлот се венчавају и селе у Нокемстиф, где имају сина коме дају име Арвин.
Године 1950, Хелен Хатон се удаје за Роја Лафертија. Рој је бизаран, иако харизматичан, евангелистички проповедник који сипа отровне пауке преко главе док држи проповеди како би показао своју веру у Бога. Хелен и Рој имају ћерку по имену Ленора.
Године 1957, Шарлот је дијагностикован рак. Вилард верује да може да утиче на Бога усрдном молитвом да уклони рак из тела његове жене. Зато се моли Богу и жртвује Арвиновог пса, клечећи пред рустичним крстом који је подигао у шуми иза своје куће. Ипак, Шарлот умире упркос његовим напорима, а Вилард изврши самоубиство пререзавши себи врат. Арвин, сада сироче, одлази да живи са својом бабом Емом, где упознаје Ленору, која постаје његова усвојена „полусестра”.
Током проповеди, Роја уједе паук за лице и има тешку алергијску реакцију која утиче на његов утисак о стварности. Почиње да верује да има способност да васкрсне мртве и води Хелен у шуму. Он је убоде шрафцигером у врат, док покушава да је васрксне и не успе. Рој стопира и покупи га брачни пар, Карл Хендерсон и његова супруга, Сенди. Открива се да су Карл и Сенди серијске убице који покупе мушкарце који стопирају и подстичу их на секс са Сенди док Карл фотографише пре него што их убије. Рој одбија да има секс са Сенди, па га Карл пуца и убија.
Године 1965, Арвин је добио очев пиштољ Лугера као рођендански поклон. Он је жестоко заштитнички настројен према Ленори коју малтретирају неке локалне силеџије, што је навело Арвина да их нападне и немилосрдно их туче. Ленора се зближава са новим, нарцисоидним велечасним, Престоном Тигарденом. Престон заводи Ленору и она остаје трудна. Када је обавестила Престона, он је пориче. Не желећи да нанесе срамоту својој породици, Ленора планира да себи одузме живот обесећи се. У последњој секунди, она одлучује да не изврши самоубиство, али док покушава да откопча омчу, исклизне јој помоћни предмет и умире. Након обдукције, Арвину је речено да је трудна и сумња да је Престон отац. Прати Престона и види га како заводи још једну малолетну девојку.
У цркви, Арвин се суочава са Престоном због Леноре, док пуца у њега и убија га Лугером пре него што побегне. Арвин стопира и покупе га Карл и Сенди. Арвин примећује да Карл носи пиштољ. Док Карл започиње ритуал пара, Арвин пуца и убија и Карла и Сенди у самоодбрани. У претинцу за рукавице аутомобила проналази колекцију која се састоји од неколико ролни филма. Сендин брат, шериф Ли Бодекер, сазнаје за Сендино убиство. Да би заштитио себе и свој предстојећи реизбор, одлази у Карлов и Сендин стан где проналази и уништава Карлову колекцију фотографија.
Арвин путује у Мид да посети свој дом из детињства. Ли сазнаје да је Арвин убио Престона, прати га до Мида и, наоружан сачмаром, суочава се са Арвином у шуми код Вилардовог рустичног крста. Следи пуцњава и Арвин пуца Лугером у Лијев стомак. Пре него што Ли умре, Арвин показује Лију слику Сенди са Ројевим мртвим телом. Он оставља фотографију и ролне филма како би се открили докази о серијском убиству Карла и Сенди.
Арвин стопира и покупи га хипик. Док се вози на сувозачевом седишту, исцрпљени Арвин се бори да остане будан. Он сањари и размишља о својој будућности као можда мужа или служења у Вијетнамском рату.

## Улоге
| Глумац          | Улога                      |
| --------------- | -------------------------- |
| Том Холанд      | Арвин Јуџин Расел          |
| Бил Скарсгорд   | Вилард Расел               |
| Роберт Патинсон | велечасни Престон Тигарден |
| Себастијан Стен | шериф Ли Бодекер           |
| Рајли Кио       | Сенди Хендерсон            |
| Џејсон Кларк    | Карл Хендерсон             |
| Елајза Сканлен  | Ленора Лаферти             |
| Хејли Бенет     | Шарлот Расел               |
| Мија Вашиковска | Хелен Хатон Лаферти        |
| Хари Мелинг     | Рој Лаферти                |
| Кристин Грифит  | Ема Расел                  |
| Дејвид Аткинсон | Ирскел                     |
| Поки Лафарџ     | Теодор                     |
| Лук Хуриски     | војник Џорџ „Мак” Макабе   |
| Даглас Хоџ      | Лирој Браун                |
| Дру Старки      | Томи Метсон                |
| Теди Кол        | хипик                      |